# Max Niederbacher
Max Niederbacher (Pfalzgrafenweiler, 22 giugno 1899 – 16 maggio 1979) è stato un calciatore tedesco, di ruolo centrocampista.